# Hexoplon reinhardti
Hexoplon reinhardti là một loài bọ cánh cứng trong họ Cerambycidae.